# Bryophaenocladius furcatus
Bryophaenocladius furcatus är en tvåvingeart som först beskrevs av Jean-Jacques Kieffer 1916.  Bryophaenocladius furcatus ingår i släktet Bryophaenocladius och familjen fjädermyggor.
Artens utbredningsområde är New York. Det är osäkert om arten förekommer i Sverige. Inga underarter finns listade i Catalogue of Life.